# Веселин Андреев
Веселин Андреев (рождено име Георги Георгиев Андреев) е участник в комунистическото партизанско движение по време на Втората световна война, български поет, публицист и функционер на Българската комунистическа партия (БКП) от 1940 година. След Деветосептемврийския преврат е член на Шести върховен състав на т. нар. Народния съд (1944 – 1945). Заслужил деятел на културата (1965) и народен деятел на изкуството и културата.

## Биография
Роден е на 16 февруари 1918 година в град Пирдоп в семейство на държавен чиновник. През 1937 г. завършва гимназия в София, а през 1941 година специалност „Право“ в Софийския университет. По това време се включва в Работническия младежки съюз (1934) и БРП (к) (1940). Брат му Андрей Андреев също е комунистически функционер, загинал в сталинските чистки.
Участник в комунистическото движение по време на Втората световна война. От 1941 година е в нелегалност, а от 1943 година е партизанин от отряда „Чавдар“ и политкомисар на бригадата. Приема партизанското име Андро.
След Деветосептемврийския преврат през 1944 година Веселин Андреев (майор Веселин Георгиев) е съдия в Шести върховен състав на т.нар. Народен съд. Това е първият и най-масов процес срещу интелектуалците, който показва, че болшевишката власт няма да допуска свобода на мисълта, словото и печата.
По това време има звание майор. Заема ръководни длъжности в проправителствения печат. Главен редактор на вестник „Народна войска“ (1944 – 1949). Работи във вестник „Литературен фронт“ (1949 – 1955). Член е на ЦК на борците против фашизма и капитализма и на Пленума на Окръжния комитет на БКП в София.. От 1986 до 1990 г. е член на ЦК на БКП.
През 1947 г. публикува стихосбирката „Партизански песни“, писани в началото на 40-те години на ХХ век. През 1950 – 1954 г. е секретар на Съюза на българските писатели. От 1966 г. до падането на комунистическия режим е народен представител.
Последната му повест, „Живков – мъртъв приживе“, е недовършена, но ръкописът е издаден от сина му след кончината му в Библиотека „Летописи“, София, 1991.
Веселин Андреев написва прощално писмо, в което обявява, че напуска БКП, и се самоубива на 11 февруари 1991 г.

## Отличия
- 1978 г. – удостоен е със званието „Герой на социалистическия труд“ – „по случай 60-годишнината от рождението му, за активно участие в борбата против фашизма и капитализма и за неговите големи заслуги към българската литература“.[8]
- 2002 г. – Почетен гражданин на Община Пирдоп (посмъртно)[9]

## Творчество
- „Партизански песни“ – стихосбирка (1947)
- „В Лопянската гора“ – мемоарни очерци (1947)
- „Има на света Москва“ – очерк (1951)
- „Партизански разкази“ (1963)
- „Мигновения в Египет“ – пътепис (1963)
- „Вихра“ – партизански разкази за деца (1964)
- „Не мога без вас“ – есета и спомени за наши писатели (1974)
- "Пътуване към доверието" - разкази и очерци (1978)
- „Соната за Петя Дубарова“ (1980)
- „Живков мъртъв приживе“ (1991, посмъртно)

## За него
- Христо Йорданов, Веселин Андреев. Литературно-критически очерк. София: Български писател, 1966
- Наташа Манолова, Веселин Андреев: Аз не си спомням, аз живея. Литературно-критически очерк. София: Държавно военно издателство, 1975
- Яко Молхов, Веселин Андреев. Разговори, беседи. София: Български писател, 1988